# Sępy (film)
Sępy (ros. Стервятники, Stierwiatniki) – radziecki krótkometrażowy animowany film czarno-biały z 1941 roku w reżyserii Pantielejmona Sazonowa z czasów II wojny światowej. Propagandowy film animowany o bojowym i agresywnym klimacie.
Film wchodzi w skład serii płyt DVD Animowana propaganda radziecka (cz. 2: Faszystowscy barbarzyńcy).

## Opis
Sępy – plakat polityczny (Стервятники – политплакат) – plakat propagandowy o niemieckich faszystowskich sępach.
Dwoje oczu otwarte w ciemności rozpoczyna animację, podobnie jak w filmie Walta Disneya Taniec szkieletów (1929). Te oczy należą do faszystowskiego sępa, który obserwuje sytuację i wyczekuje chwili by zadać cios ZSRR. Sępy faszystowskie (samoloty bojowe) zostają wypędzone i zniszczone przez radzieckie myśliwce.
Lotnictwo niemieckie zostało przedstawione jako czarne drapieżne sępy bombardujące Związek Radziecki, które muszą powstrzymać białe radzieckie myśliwce. Twórcy filmu posługują się symboliką barw, czystość bieli radzieckich samolotów została skonfrontowana z czernią hitleryzmu.